# Sonia Gandhi
Sonia Gandhi, ursprungligen  Edvige Antonia Albina Màino, född 9 december 1946 i Lusiana i Vicenza i Veneto, är en italienskfödd indisk politiker som sedan 1998- 2017 & 2019-22 är partiledare för Kongresspartiet (INC), Indiens största politiska parti. Hon gifte sig 1969 med den indiske politikern Rajiv Gandhi, och tog efter dennes död 1991 gradvis över ledarskapet för Kongresspartiet.
Hon är mor till INC-politikern Rahul Gandhi och Priyanka Gandhi.